# HMS Mimi y HMS Toutou
HMS Mimi y HMS Toutou fueron dos lanchas motoras de la Royal Navy. Después de un viaje inusual desde Gran Bretaña hasta el lago Tanganica en el interior de África, ambos barcos jugaron un papel importante en la lucha naval africana entre Gran Bretaña y Alemania durante la Primera Guerra Mundial. Los nombres significan Meow y Fido en la jerga parisina. Originalmente habían sido nombradas Dog y Cat (Perro y Gato) por su comandante, Geoffrey Spicer-Simson, que seguramente eligió estos nombres solo para que fueran rechazados por un Almirantazgo aparentemente escandalizado.

## Viaje a Tanganica

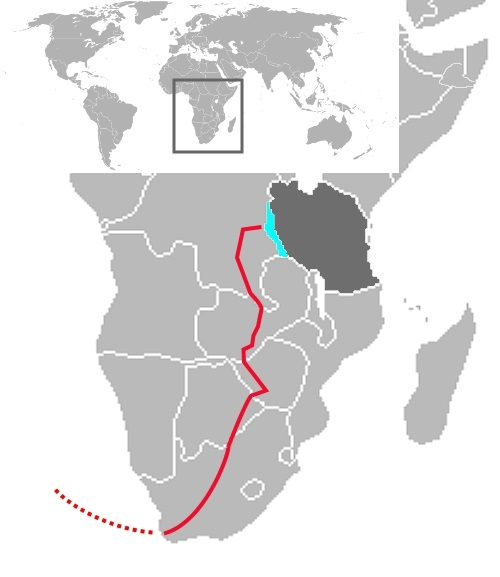
Ruta aproximada de Mimi y Toutou por tierra hasta el lago Tanganica (julio-octubre de 1915).

Las naves finalmente llamadas Mimi y Toutou (nombres con una velada relación con los originales rechazados) se estaban construyendo en Thornycroft Yards, junto al río Támesis al comienzo de la guerra. Encargadas originalmente para la Fuerza Aérea Griega, los botes fueron requisados por el Almirantazgo para satisfacer las necesidades de un plan para crear una marina de guerra interior africana. Tanto Mimi como su hermana Toutou tenían una longitud de 40 pies (12,19 metros) y podían alcanzar hasta 19 nudos (35 km/h) gracias a sus dos motores de gasolina de 100 caballos, unidos a dos hélices gemelas. Esto haría que fueran las naves más rápidas del lago Tanganica cuando finalmente llegaran hasta allí. Los británicos las armaron con un cañón delantero de tres libras y una ametralladora Maxim en la popa. Aunque se descubrió que los bastidores de los barcos no podían soportar el retroceso del cañón de 3 libras cuando no se disparaba hacia adelante, se esperaba que la impresionante maniobrabilidad del barco compensara esta limitación. 
Las lanchas se sometieron a pruebas el 8 de junio de 1915 y, a mediados de mes, se cargaron a bordo de un transatlántico destinado a Ciudad del Cabo, Sudáfrica. Las embarcaciones eran el núcleo de una expedición cuyo objetivo era lograr la superioridad naval en el lago Tanganica, de importancia estratégica. El líder de la expedición era el excéntrico oficial naval Spicer-Simson. A principios de julio llegaron a Sudáfrica, donde los barcos fueron cargados en un tren con destino a Elisabethville en el Congo Belga, y finalmente al pueblo de Fungurume, donde terminaba la línea férrea. El 6 de agosto, los barcos y el equipo se descargaron y la expedición se preparó para dirigirse hacia la sabana. 
Llevó casi un mes y medio recorrer las 100 millas o más existentes desde Fungurume hasta Sankisia, el origen de un ferrocarril de vía estrecha. El terreno intermedio era montañoso y quebrado, lo que requirió la construcción de 150 puentes sobre varios arroyos y quebradas. El traslado se realizó gracias a la fuerza bruta de dos tractores de vapor, docenas de bueyes y cientos de africanos empleados por la expedición. En algunos puntos, incluso esto no era suficiente, y se desarrollaron complejos sistemas a base de guijarros para sujetar los barcos en las pendientes más formidables. Incluso después de llegar al ferrocarril, las dificultades continuaron, ya que aún quedaban unas 500 millas por recorrer. Las corrientes de las que Spicer-Simson dependía para la navegación resultaron estar casi secas: los barcos tenían que ser subidos en balsas confeccionadas con barriles para flotar, e incluso entonces tenían que ser transportados por tierra docenas de veces. Finalmente, sin embargo, la agotada expedición llegó al lago Tanganica el 26 de octubre.

## Carrera naval
Mimi y Toutou se lanzaron al lago finalmente a finales de diciembre, y el 26 de diciembre entraron en acción por primera vez. El barco alemán Kingani fue avistado, y la "flotilla" aliada lo persiguió. A la cabeza de la formación estaba Mimi, comandada por Spicer-Simson. Después de esquivar los disparos iniciales de los alemanes, Mimi y Toutou abrieron fuego al mediodía, y finalmente perforaron el casco del Kingani por debajo de la línea de flotación. Con el agua anegando el barco y su comandante muerto, la nave alemana arrió su bandera. Mimi se golpeó el casco mientras se preparaba para el abordaje, y el daño causado amenazó con hundirla; finalmente logró encallar justo antes de naufragar. El Kingani fue conducido a puerto bajo escolta, y una vez reparado, pasó a llamarse Fifi y se agregó a la fuerza británica.
Los británicos tuvieron su segunda oportunidad el 9 de febrero de 1916. Esta vez el oponente alemán fue el buque de guerra Hedwig von Wissmann. Fifi, ahora el buque insignia de Spicer-Simson, y Mimi, comandada por el subteniente A. E. Wainwright, lo persiguieron. El Fifi y el Hedwig von Wissmann mantenían velocidades igualadas, y debido a los inusuales efectos ópticos en el lago, los disparos del Fifi no se acercaron a su objetivo. Haciendo caso omiso de las órdenes para quedarse atrás, Wainwright se aprovechó de la velocidad del Mimi y pasó por delante para hostigar la parte trasera del barco alemán. Para defenderse, el Hedwig von Wissmann tendría que darse la vuelta para poder disparar sus armas principales; y cuando esto sucediera, Mimi se escaparía y Fifi podría disparar sobre el flanco del barco alemán. Finalmente, Fifi logró un impacto directo y el Hedwig von Wissmann se hundió. Por esta acción, Wainwright recibiría la Cruz de Servicio Distinguido.
Aunque todavía había barcos alemanes en el lago (sobre todo, el Graf o Götzen, armado con un cañón formidable recuperado del crucero Königsberg), Spicer-Simson se retiró, adoptando una estrategia cautelosa y limitándose a un apoyo ineficaz de la campaña terrestre. Mimi no estaría involucrada en más batallas épicas en el lago. Al parecer, fue retirada y echada a pique en la década de 1920.

## Lecturas relacionadas
- Belfield, Tony (November 2014) "The Tanganyika Flotilla 1915-16". The London Philatelist Number 1420
- Magee, Frank J. (October 1922). «Transporting a Navy through the Jungles of Africa in Wartime». National Geographic (XLII/4).
- Spicer-Simson, Geoffrey (November 1934). «The Operations on Lake Tanganyika in 1915». RUSI Journal 79.
- Shankland, Peter (1968). The Phantom Flotilla. Collins. ISBN 0-00-241639-5.